# Takehito Koyasu
Takehito Koyasu (子安 武人?, Koyasu Takehito; Yokohama, 5 maggio 1967) è un doppiatore e cantante giapponese.
È noto per aver doppiato Dio Brando in Le Bizzarre Avventure di JoJo, Zeke Jaeger ne L'Attacco dei Giganti ed Excalibur in Soul Eater.

## Carriera
Koyasu è parte del gruppo musicale Weiss, composto dai quattro principali doppiatori della serie Weiss Kreuz (Koyasu, Shinichiro Miki, Tomokazu Seki e Yuuki Hiro). Ha fatto parte dell'agenzia Production Baobab, ma in seguito ha fondato una propria nel 1998 chiamata T's Factory.
Per via della sua voce bassa e profonda, Koyasu interpreta principalmente ruoli da antagonista o da bishōnen solitario, benché proprio per questo in anni più recenti gli sono stati assegnati spesso ruoli parodistici o comici. Secondo quanto detto dalla mangaka Hisaya Nakajo, il personaggio di Masao Himejima di Hana-Kimi è stato creato proprio pensando alla voce di Koyasu.
Koyasu utilizza lo pseudonimo Hayato Jumonji, quando doppia anime hentai.
Koyasu, inoltre, è un doppiatore molto riservato ed infatti non ha mai rilasciato interviste.

## Ruoli principali

### Anime
- Air Master (Fukamichi)
- Angel Links (Warren)
- Angel Sanctuary (Sakuya Kira)
- Angelique (Olivie)
- Arakawa Under the Bridge (Sister)
- Area 88 (Shin Kazama)
- Argento Soma (Dan Simmonds)
- Aries (Minos)
- Assassination Classroom (Gastro)
- Baccano! (Luck Gandor)
- Baki (Hector Doyle)
- Beast Wars (Convoy)
- Betterman (Lamia)
- Beyblade (Balkov)
- Bobobo-bo Bo-bobo (Bobobo-bo Bo-bobo)
- Bleach (Pesche Guatiche)
- Captain Tsubasa: Road to 2002 (Adult Kojiro Hyuga)
- Chrome Shelled Regios (Karian Loss)
- City the Animation (Dottore/Padre)
- Demonbane (Winfield)
- Demon Slayer - Kimetsu no yaiba (Demone delle mani)
- DNA² (Ryuji Sugashita)
- Dragon Drive (Rokkaku)
- Excel Saga (Il Palazzo)
- Final Fantasy: Unlimited (Pist Shaz the 11th)
- Fire Emblem (Nabarl)
- Food Wars (Gin Dōjima)
- Full Metal Panic! (Zaiede)
- Fullmetal Alchemist (Lujon)
- Fullmetal Alchemist: Brotherhood (fratello di Scar)
- Fushigi yûgi (Hotohori)
- Gad Guard (Takenaka)
- Gate Keepers (Choutarou Banba)
- Gestalt (Father Oliver)
- Get Backers (Juubei Kakei)
- Gintama (Takasugi Shinsuke)
- Gravitation (Sakano)
- Guilty Crown (Shibungi)
- Gungrave (Balladbird Lee)
- Hakushaku to yōsei (Kelpie)
- Hanasakeru Seishōnen (Quinza)
- HappinessCharge Pretty Cure! (Oresky)
- Harlock Saga (Fasolt)
- Hell Girl (Yoshiyuki Honjō)
- Hello World (Tsunehisa Senko)
- Hellsing (Luke Valentine)
- Arslan Senki (Varnef)
- Hungry Heart: Wild Striker (Kanō Seisuke)
- Hunter × Hunter (Dalzollene)
- I'm the Evil Lord of an Intergalactic Empire! (La Guida)[2]
- Infinite Dendrogram (Maise)
- Initial D (Ryosuke Takahashi)
- InuYasha (Gatenmaru)
- Jujutsu kaisen - Sorcery Fight (Toji Fushiguro)
- Kagihime Monogatari Eikyū Alice Rondo (Alternate L. Takion)
- Kaguya-sama: Love is War (Papa Shirogane)
- Kaleido Star (Fool)
- Kamisama Kiss (Kirakaburi)
- Ken il guerriero - La trilogia (Kenshiro)
- Keroro (Kururu)
- K.O. Century Beast Warriors (Bud Mint)
- Koutetsu Sangokushi (Shoutatsuryou Koumei)
- Kuragehime (Hanamori Yoshio)
- The Law of Ueki (Li Ho)
- L'attacco dei giganti (Zeke Jaeger)
- Le bizzarre avventure di JoJo: Phantom Blood (Dio Brando)
- Le bizzarre avventure di JoJo: Stardust Crusaders (Dio Brando)
- Le bizzarre avventure di JoJo: Stone Ocean (Dio Brando)
- Lemon Angel Project (Shinya Himuro)
- Loveless (Ritsu Minami)
- Macross 7 (Gamlin Kizaki)
- Magic User's Club (Ayanojyo Aburatsubo)
- Mahoromatic (Ryuuga Toh)
- Majin Tantei Nougami Neuro (Nougami Neuro)
- Major (Shigeharu Honda)
- Mamoru-kun ni Megami no Shukufuku wo! (Johan Deiter Rudiger)
- Mahō Sensei Negima! (Nagi Springfield)
- Majutsushi Orphen (Flameheart)
- Majutsushi Orphen Revenge (Flamesoul)
- Meine Liebe (Isaac Cavendish)
- Meine Liebe Wieder (Isaac Cavendish)
- Mobile Suit Gundam SEED (Mu La Flaga)
- Mobile Suit Gundam SEED Destiny (Mu La Flaga/Neo Roanoke)
- Mobile Suit Gundam Wing (Milliardo Peacecraft) / (Zechs Merquise)
- The Mythical Detective Loki Ragnarok (Mysterious Thief Freyr)
- Myself; Yourself (Syusuke Wakatsuki)
- Nazca (Masanari Tate)
- Neon Genesis Evangelion (First Lieutenant Shigeru Aoba)
- Needless (Adam Blade)
- Nisekoi (Claude Ringheart)
- One Piece (Aokiji/Kuzan)
- Ouran High School Host Club (Ryoji "Ranka" Fujioka)
- Overlord (Nigun Grid Luin)
- Overman King Gainer (Asuham Boone)
- Papa to Kiss in the Dark (Takayuki Utsunomiya)
- Persona -trinity soul- Ryō Kanzato
- Planetes (Yuri Mihairokoh)
- Pocket Monsters (Kosaburo)
- Pretear - La leggenda della nuova Biancaneve (Tanaka)
- Pretty Cure (Takashi Misumi)
- Pretty Cure Max Heart (Takashi Misumi)
- Princess lovers (Vincent Van Hossen)
- Psycho-Pass (Talisman)
- Ragna Crimson (Grymwelte)
- Ragnarok the Animation (Keough)
- Ranma ½ (Daisuke) (after Daiki Nakamura)
- Re:Zero (Roswaal L. Mathers)
- Red Garden (Hervé Girardot)
- Ro-Kyu-Bu (Subaru's Dad)
- Rosario + Vampire (Narrator)
- Saban's Adventures of the Little Mermaid (Prince Justin)
- Saber Marionette J (Mitsurugi Hanagata)
- Saiunkoku Monogatari (Sakujun Sa)
- Saint Seiya (Wyvern Rhadamanthys)
- Saint Seiya: The Lost Canvas (Nasu Veronica)
- Sakura Wars (Yūichi Kayama)
- Samurai 7 (Ukyo, Amanushi)
- Samurai Champloo (Umanosuke)
- Samurai Deeper Kyo (Hatori Hanzo, Hotaru)
- Seiken Tsukai No World Break (Charles Saint Germain)
- Seikimatsu Occult Gakuin (JK)
- Sengoku Basara (Sarutobi Sasuke)
- Seto no Hanayome (Shark Fujishiro)
- Shaman King (Faust VIII)
- Shin Koihime Musou (Ukitsu (Yu Ji))
- SK8 Infinity (Ainosuke Shindo (Adam))
- Slayers (Rezo, Copy Rezo)
- Slayers - La città dei Golem (Huey)
- Soul Eater (Excalibur)
- Spider Riders (Igneous)
- Suicide Squad Isekai (Peacemaker)
- Suki na Mono wa Suki Dakara Shōganai! (Yoru)
- Spriggan (Jean Jacquemonde)
- Star Ocean EX (Dias Flac)
- Super Robot Wars Original Generation: Divine Wars (Shu Shirakawa)
- Tales of the Abyss (Jade Curtiss)
- Tanoshii Moomin Ikka (Tabacco)
- Teknoman (Shinya Aiba/Tekkaman Evil)
- Chi ha bisogno di Tenchi? (Yosho)
- That Time I Got Reincarnated as a Slime (Kleiman)
- The Third (Joganki)
- The Three Musketeers (Francois)
- The Twelve Kingdoms (Keiki)
- To Love-Ru (Zastin)
- Tōshinden (Kayin Amoh)
- Tokyo Babylon (Seishirō Sakurazuka)
- Verso la Terra... (Keith Anyan)
- Turn A Gundam (Gym Ghingham)
- Twin Spica (Lion-san)
- Uragiri wa Boku no Namae wo Shitteiru (Takashiro Giou)
- Utena la fillette révolutionnaire (Kiryuu Touga)
- Violet Evergarden (Claudia Hodgins)
- Wedding Peach (Sandora)
- Weiß Kreuz (Ran "Aya" Fujimiya)
- Yakitate!! Japan (Ryo Kuroyanagi)
- Yes! Pretty Cure 5 GoGo! (Scorp)
- Yu-Gi-Oh! Duel Monsters (Pandora)
- Yu-Gi-Oh! Duel Monsters GX (Takuma Saiou)
- YuYu Hakusho (Asato Kido)
- Zetsuai 1989 (Izumi Takuto)
- ZOE: 2167 IDOLO (Radium Levans)

### Videogiochi
- Anima Mundi: Dark Alchemist (Bruno Glening)
- Another Century's Episode 2 (Zechs Merquise)
- Ar tonelico II (Alfman Uranous)
- Arc Rise Fantasia (Weiss)
- ASH: Archaic Sealed Heat (Dan)
- Atelier Yumia: The Alchemist of Memories & the Envisioned Land (Corleonis)
- Breath of Fire 6 (Masamune)
- Catherine (Jonathan Ariga)
- Catherine: Full Body (Jonathan Ariga)
- Captain Tsubasa Dream Team  (Rivaul)
- Demonbane on PS2 (Winfield)
- Disgaea 2: Cursed Memories (Mr. Rabbit, Fubuki, Badass Overlord Zeta)
- Disgaea 4: A Promise Unforgotten (Zetta)
- Disgaea 5: Alliance of Vengeance (Red Magnus)
- Disgaea RPG (Red Magnus, Fubuki)
- Dissidia Final Fantasy: Opera Omnia (Seifer Almasy)
- Dragalia Lost (Mordecai, Morsayati)
- Dragon Force II: Kamisarishi Daichi ni (Shepherd)
- Dragon Quest VIII: L'odissea del re maledetto (versione 3DS) (Dhoulmagus)
- Dragon Quest Rivals (Dhoulmagus)
- Dynasty Warriors: Gundam (Miliardo Peacecraft)
- Dynasty Warriors: Gundam 2 (Miliardo Peacecraft, Gym Ghingnham)
- Dynasty Warriors: Gundam 3 (Gym Ghingnham, Miliardo Peacecraft)
- Eiyuden Chronicle: Hundred Heroes (Dr. Kokito, Iugo)
- Fantasy Life i: La ragazza che ruba il tempo (Klaus, Pierre)
- Fighting for One Piece (Aokiji/Kuzan)
- Final Fantasy Crystal Chronicles Remastered (Stiltzkin)
- Fire Emblem: Awakening (Lon'zu, Validar)
- Fire Emblem: Fates (Niles)
- Fire Emblem Heroes (Navarre, Saber, Lewyn, Pent, Lon'zu, Niles, Seteth)
- Fire Emblem Echoes: Shadows of Valentia (Saber)
- Fire Emblem Warriors (Navarre, Validar, Niles)
- Fire Emblem: Three Houses (Seteth)
- Fire Emblem Warriors: Three Hopes (Seteth)
- Fire Emblem: Engage (Kagetsu)
- Fist of the North Star: Ken's Rage (Rei)
- Fist of the North Star: Ken's Rage 2 (Rei)
- Galerians (Birdman)
- Granblue Fantasy (Lucius, Bobobo-bo Bo-bobo, Shinsuke Takasugi)
- Growlanser III: The Dual Darkness (Zion)
- Guilty Gear XX (Eddie)
- Guilty Gear Isuka (Eddie)
- Guilty Gear: Dust Strikers (Eddie)
- Guilty Gear Judgment (Eddie)
- Guilty Gear Xrd -SIGN- (Zato-1, Eddie)
- Guilty Gear Xrd -REVELATOR- (Zato-1, Eddie)
- Guilty Gear -STRIVE- (Zato-1, Eddie)
- Gundam Breaker 4 (Chaos)
- Hi-Fi Rush (Kale Vandelay)
- Illusion Connect (Barinas)
- Infinity Strash - Dragon Quest: The Adventure of Dai (MystVearn)
- J-Stars Victory Vs+ (Bobobo-bo Bo-bobo, Neuro Nogami)
- JoJo's Bizarre Adventure: All Star Battle (Dio Brando)
- JoJo's Bizarre Adventure: Eyes of Heaven (Dio Brando, Diego Brando)
- JoJo's Bizarre Adventure: All Star Battle R (Dio Brando, Diego Brando)
- Jujutsu Kaisen Cursed Clash (Toji Fushiguro)
- Jump Force (Dio Brando)
- THE iDOLM@STER SP Takao Kuroi
- Initial D Street Stage (Ryosuke Takahashi)
- Keroro RPG: Kishi to Musha to Densetsu no Kaizoku (Kururu)
- Kingdom Hearts II (Seifer Almasy)
- League of Legends (Sett)
- Legasista (Volks Zaid)
- Like a Dragon: Infinite Wealth (Yutaka Yamai)
- Lux-Pain (Liu Yee)
- Magical Drop III (Hanged Man, Chariot, Hierophant)
- Magna Carta: Tears of Blood (Raul)
- Makai Kingdom: Chronicles of the Sacred Tome (Zetta)
- Master Detective Archives: Rain Code (Yakou Furio)
- Mega Man Legends 2 (Glyde, Guild Master)
- Metaphor: ReFantazio (More)
- Mighty No. 9 (Mr. Graham)
- Mind Zero (Yoichi Ogata)
- Mobile Suit Gundam SEED: Alliance vs. Z.A.F.T. (Mu La Flaga)
- Mobile Suit Gundam SEED Battle Destiny (Neo Roanoke/Mu La Flaga)
- Musashi: Samurai Legend (Gandrake)
- Muv-Luv (Takahashi Ichimonji, Naoya Sagiri)
- Muv-Luv Alternative (Takahashi Ichimonji, Naoya Sagiri)
- Nights of Azure 2: Bride of the New Moon (Joe, David, Malvasia (armatura))
- Octopath Traveler II (Harvey)
- One Piece: Grand Battle! (Aokiji/Kuzan)
- One Piece: Unlimited Adventure (Aokiji/Kuzan)
- One Piece Unlimited Cruise 1: Il Tesoro Sommerso (Aokiji/Kuzan)
- One Piece Unlimited Cruise 2: Il Risveglio di un Eroe (Aokiji/Kuzan)
- One Piece: Pirate Warriors (Aokiji/Kuzan)
- One Piece: Unlimited Cruise SP 2 (Aokiji/Kuzan)
- One Piece: Romance Dawn (Aokiji/Kuzan)
- One Piece: Pirate Warriors 2 (Aokiji/Kuzan)
- One Piece: Unlimited World Red (Aokiji/Kuzan)
- One Piece: Pirate Warriors 3 (Aokiji/Kuzan)
- One Piece: Burning Blood (Aokiji/Kuzan)
- One Piece: World Seeker (Aokiji/Kuzan)
- One Piece: Pirate Warriors 4 (Aokiji/Kuzan)
- One Piece Odyssey (Aokiji/Kuzan)
- Persona 2: Innocent Sin (Tatsuya Suou)
- Persona 2: Eternal Punishment (Tatsuya Suou)
- Raidou Remastered: The Mystery of the Soulless Army (Narumi)
- Remember11: The Age of Infinity (Satoru Yukidoh)
- Resonance of Fate (Sullivan)
- Rise of the Ronin (Kogoro Katsura)
- Sakura Wars 2: Thou Shalt Not Die (Yuichi Kayama)
- Sakura Wars 3: Is Paris Burning (Yuichi Kayama)
- Sakura Wars 4: Fall in Love, Maidens (Yuichi Kayama)
- Sakura Wars: So Long, My Love (Yuichi Kayama)
- Sengoku Basara 2 (Sarutobi Sasuke)
- Sengoku Basara X (Sarutobi Sasuke)
- Sengoku Basara: Battle Heroes (Sarutobi Sasuke)
- Sengoku Basara: Samurai Heroes (Sarutobi Sasuke)
- Sengoku Basara: Chronicle Heroes (Sarutobi Sasuke)
- Sengoku Basara 4 (Sarutobi Sasuke)
- Sengoku Basara: The Legend of Sanada Yukimura (Sarutobi Sasuke)
- Shadow Hearts: Covenant (Nicolas/Nicolai Conrad)
- Shaman King: Spirit of Shamans (Faust VIII)
- Shaman King: Soul Fight (Faust VIII)
- Shaman King: Funbari Spirits (Faust VIII)
- Shin Megami Tensei: Strange Journey Redux (Arthur)
- Shining Force Neo (Klein)
- Street Fighter 6 (Carlos Miyamoto)
- Super Robot Wars Alpha (Shu Shirakawa, Zechs Merquise/Miliardo Peacecraft)
- Super Robot Wars Alpha Gaiden (Shu Shirakawa, Miliardo Peacecraft, Gym Ghingham)
- Super Robot Wars Alpha 2 (Miliardo Peacecraft)
- Super Robot Wars Alpha 3 (Gamlin Kizaki, Miliardo Peacecraft, Mu La Flaga)
- Super Robot Wars OG: Original Generations (Shu Shirakawa)
- Super Robot Wars A Portable (Miliardo Peacecraft)
- Super Robot Wars Z (Gym Ghingham, Neo Roanoke/Mu La Flaga, Asuham Boon)
- Super Robot Wars Z2: Destruction Chapter (Zechs Merquise)
- Super Robot Wars Z2: Rebirth Chapter (Zechs Merquise/Milliardo Peacecraft, Gamlin Kizaki)
- Super Robot Wars Z3: Hell Chapter (Milliardo Peacecraft, Gamlin Kizaki, Zaied)
- Super Robot Wars Z3: Heaven Chapter (Milliardo Peacecraft, Gamlin Kizaki)
- Super Robot Wars X (Milliardo Peacecraft)
- Super Robot Wars 30 (Victim O'Rand, Lamia)
- Sushi Striker: The Way of Sushido (Grom)
- Tales of the Abyss (Jade Curtiss)
- Tales of Zestiria (Lunarre, Jade Curtiss)
- Tales of the Rays (Jade Curtiss, Shinsuke Takasugi)
- Tales of Crestoria (Jade Curtiss)
- The Awakened Fate Ultimatum (Hien Inugami)
- The King of Fighters '97 (Shingo Yabuki)
- The King of Fighters '98 (Shingo Yabuki)
- The King of Fighters: Kyo (Shingo Yabuki)
- The King of Fighters '99 (Shingo Yabuki)
- The King of Fighters 2000 (Shingo Yabuki)
- The King of Fighters 2001 (Shingo Yabuki)
- The King of Fighters 2002 (Shingo Yabuki)
- The King of Fighters 2003 (Shingo Yabuki, Annunciatore)
- The King of Fighters Neowave (Shingo Yabuki)
- The King of Fighters XI (Shingo Yabuki)
- The King of Fighters '98: Ultimate Match (Shingo Yabuki)
- The King of Fighters 2002: Unlimited Match (Shingo Yabuki)
- The King of Fighters: All Star (Shingo Yabuki, Shinsuke Takasugi)
- The King of Fighters for Girls (Shingo Yabuki)
- The King of Fighters XV (Shingo Yabuki)
- The Legend of Heroes: Trails in the Sky (Olivier Lenheim)
- The Legend of Heroes: Trails in the Sky SC (Olivier Lenheim)
- The Legend of Heroes: Trails in the Sky the 3rd (Olivier Lenheim)
- The Legend of Heroes: Trails to Azure (Olivier Lenheim)
- The Legend of Heroes: Trails of Cold Steel (Olivier Lenheim)
- The Legend of Heroes: Trails of Cold Steel II (Olivier Lenheim)
- The Legend of Heroes: Akatsuki no Kiseki (Olivier Lenheim)
- The Legend of Heroes: Trails of Cold Steel III (Olivier Lenheim)
- The Legend of Heroes: Trails of Cold Steel IV (Olivier Lenheim)
- The Legend of Heroes: Trails into Reverie (Olivier Lenheim)
- The Misadventures of Tron Bonne (Glyde)
- Tokimeki Memorial Girl's Side (Himuro Reiichi)
- Tokyo Mirage Sessions ♯FE (Navarre, Lon'zu)
- Toshinden (videogioco 2009) (Moritz Ullrich)
- Triangle Strategy (Maxwell Trier)
- Unlimited SaGa (Armic, Francis)
- Valkyrie Profile: Lenneth (Lezard Valeth)
- Valkyrie Profile 2: Silmeria (Lezard Valeth)
- Xenosaga Episode I: Der Wille zur Macht (Tony)
- Xenosaga Episode II: Jenseits von Gut und Bose (Tony)
- Xenosaga Episode III: Also Sprach Zarathustra (Tony)
- Yakuza Kiwami 2 (Kei Iibuchi)

### Drama CD
- BALETTSTAR (Tachibana Miyuki)
- Fire Emblem ファイアーエムブレム 黎明編/紫嵐編 Reimeihen&Shiranhen (Nabarl)
- Fushigi yûgi Special (Urumiya)
- GFantasy Comic CD Collection Fire Emblem: Ankoku Ryū to Hikari no Ken (Nabarl)
- Hakushaku to yōsei (Kelpie)
- 1999 Hana to Yume CD (Ayame Sohma)
- Hanazakari no Kimitachi e (Masao Himejima)
- Hataraku maō-sama! (Shirō Ashiya/Alciel)
- Majin Tantei Nougami Neuro radio drama (Neuro Nougami)
- Meine Liebe (Isaac Cavendish)
- Needless (Adam Blade)
- Tales of the Abyss (Jade Curtiss)
- Vampire Knight (Headmaster Cross)
- Target in the Finder (Asami Ryuichi)
- Sex Pistols (manga) (Madarame Yonekuni)
- The King of Fighters Drama CDs (Yabuki Shingo)
- Suikoden (Gremio)
- Superior (Kagami)
- Samurai Gakuen (Hotaru)
- Onmyouden no Tobira (Hotaru)
- Pink na Chopin
- DEVIL SUMMONER: RAIDOU KUZUNOHA VS IPPON-DATARA (Shouhei Narumi)